# Olive Mary Hilliard
Olive Mary Hilliard  (4 de julio de 1925-2017) fue una botánica sudafricana, que ha trabajado extensamente en todo el sur de África.

## Algunas publicaciones

### Libros
- Hilliard, OM, BL Burtt 1971. Streptocarpus: an African Plant Study
- Hilliard, OM. 1983. Flora of Southern Africa Series. Ed. Balogh Scientific Books. 325 pp. ISBN 0-621-07943-X
- Hilliard, OM. 1987. The Botany of the Southern Natal Drakensberg (Annals of Kirstenbosch Botanic Gardens) Ed. National Botanic Gardens. 253 pp. ISBN 0-620-10625-5
- Hilliard, OM, BL Burtt. 1991. Dierama: The Hairbells of Africa. Ed. Timber Press, Inc. 152 pp. ISBN 1-874802-01-7
- Hilliard, OM. 1995. The Manuleae: A Tribe of Scrophulariaceae. Ed. Edinburgh University Press. 600 pp. ISBN 0-7486-0489-8
- Hilliard, OM, LS Davis (ilustradora). 1997a. Trees Shrubs Natal (Ukhahlamba). Ed. Univ. of Kwazulu Natal Press; 2ª ed. 48 pp. ISBN 0-86980-882-6
- Hilliard, OM. 1997b. Flowers of the Natal Drakensbrg: The Lily, Iris And Orchid Family And Their Allies (Ukhahlamba S.) Ed. Univ. of Kwazulu Natal Press. 85 pp. ISBN 0-86980-702-1

## Eponimia
Género
- (Asteraceae) Hilliardia B.Nord.[2]

Especies
| - (Asclepiadaceae) Schizoglossum hilliardiae Kupicha - (Asteraceae) Cymbopappus hilliardiae B.Nord. | - (Asteraceae) Helichrysum hilliardiae Wild - (Gesneriaceae) Agalmyla hilliardiae D.J.Middleton & S.M.Scott | - (Lamiaceae) Plectranthus hilliardiae Codd |